# Carcere della Malastalla
Il Carcere della Malastalla (lat. Hospitale pauperum quod appellatur carcer Malastalle) era un istituto penitenziario che si trovava a Milano, in Via Orefici, nella Contrada della Lupa, sestiere di Porta Ticinese, in funzione dal Medioevo al 1787. Lo stabile venne demolito ai primi del Novecento.

## Storia

### Le origini
Secondo una tradizione non suffragata da prove scritte, lo Hospitale pauperum quod appellatur carcer Malastalle sarebbe stato istituito in Milano dall'arcivescovo Galdino (1096–1176). Il primo dato ufficiale è di circa un secolo successivo: la Malastalla viene citata tra gli istituti penitenziari di Milano nel giuramento del podestà Visconte Visconti nel 1272.
Caratteristica peculiare, ad oggi unica nel panorama medievale italiano ed europeo, dell'istituto, era la sua duplice natura di ospedale e carcere. Fu inizialmente luogo di reclusione di prigionieri non particolarmente pericolosi: colpevoli di reati minori, come i debitori insolventi; malati di mente privi di assistenza (per volontà del duca Gian Galeazzo Visconti, nel 1388); e ecclesiastici condannati ad penitentiam che non potevano essere ospitati negli alloggi del Palazzo Arcivescovile. Solo successivamente, regnanti Gian Galeazzo Maria Sforza (r. 1476–1494) e Ludovico il Moro (r. 1494–1500), la Malastalla iniziò ad ospitare i condannati per reati gravi come gli omicidi mentre i prigionieri "eccellenti", sia per rango sia per pericolosità, seguitavano ad essere detenuti presso le porte cittadine fortificate: es. Porta Romana.
Le finalità assistenziali della Malastalla la misero in contatto con altre istituzioni similari della metropoli lombarda, anzitutto il Consorzio della Colombetta, sorto intorno all'omonimo ospedale elogiato nel De magnalibus urbis Mediolani, e la Società dei Protettori dei Carcerati. I rapporti tra la Malastalla e la Colombetta, negli anni 1260-1270, rapporti ad oggi presumibili ma molto probabili, aiuterebbero a meglio comprendere la duplice natura dell'istituto: forse ospedale poi mutato in carcere, forse carcere preso in gestione e riformato da una confraternita religiosa.

### Tra Visconti e Sforza
Con la fondazione in Milano nel 1466, per volontà di Bianca Maria Visconti (r. 1450–1466), della Società dei Protettori dei Carcerati (lat. Protectores aut defensores captivorum vel carceratorum) che proprio nella Malastalla aveva sede, la storia dell'istituto mutò radicalmente.
Nel 1467 un altare in onore dei benefattori del carcere venne costruito nella piazzetta antistante la "ferrata Magna" del carcere.
Nel 1475, supportati dagli abitanti di un caseggiato vicino che lanciarono loro una scala di corda, alcuni prigionieri evasero dal carcere con una rocambolesca fuga.
Nel 1498 buona parte della Malastalla andò distrutta in un incendio e venne ricostruita in muratura, sia a scopo prettamente edilizio sia per renderne il perimetro più arduo da violare. Presumibilmente durante quest'incendio andarono distrutti/persi i documenti che avrebbero permesso oggi di meglio approfondire la nascita dell'istituto.

### Sviluppi asburgici
Nel generale contesto del Giuseppinismo, nel 1784, il sovrano asbugico decretò la riforma dei luoghi pii lombardi, in conseguenza della quale il Luogo pio della Malastalla fu aggregato (1787) al Luogo pio della Carità. Nel 1808 le sue sostanze furono assegnate dal Ministro dell'interno austriaco alle Pie Case d'Industria, per passare poi al Patronato per i liberati dal carcere.

### La fine
La struttura della Malastalla, ormai abbandonata, fu lasciata andare in rovina per altri 150 anni. Negli Anni Venti, per il decoro di quella zona centrale di Milano, i ruderi dell'istituto vennero demoliti a cura dell'architetto Luca Beltrami che, volendo preservare il più possibile del patrimonio storico della città, spostò al Castello Sforzesco, da lui ristrutturato nel 1905, i frammenti architettonici meglio conservati: parte degli elementi architettonici della facciata della Malastalla furono riassemblati, ricostruiti e adagiati sulla cortina nell’angolo a sud-est della Piazza d’Armi del Castello e sono oggi visibili accanto all’ingresso della Biblioteca d’Arte.

## Descrizione

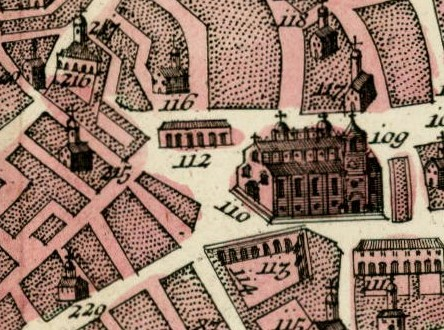
La chiesa di San Leonardo alla Malastalla (n. 215) in Mappa di Milano di Matthäus Seutter, 1730.

Incrociando i dati dell'odonomastica storica di Milano, Biffi ubica la Malastalla all'interno del quadrilatero tracciato nel centro storico di Milano dalle attuali Via Torino, Via Orefici, Via V. Hugo e Via Spadari, non molto lontano dalla Chiesa di Sant'Antonio Abate, nel complesso edilizio che ospitava la celebre Casa Missaglia, oggi parimenti scomparsa.
La Malastalla si componeva, in epoca medievale, d'una corte centrale sulla quale affacciavano le varie celle ("camuccioni"), di numero imprecisato, una sala con tetto di paglia (inizialmente affidata a dei privati che vi allestirono delle botteghe e poi reclamata dal Comune), e le immancabili porte e finestre sbarrate (le "ferrate") che mettevano in comunicazione con l'esterno. La "ferrata Magna", affacciata sulla pubblica via, costituiva l'arengo presso il quale i notai redigevano gli atti per i carcerati ed ivi venne edificato, come anticipato, un altare nel 1467. L'aspetto complessivo dell'istituto del medioevo è per noi però purtroppo solo ipotetico essendo stato distrutto e ricostruito al principio del XVI secolo.

Si trattava, comunque, del più grosso istituto penitenziario della città, quanto a numero complessivo dei detenuti.

### Esplicative
1. ↑  Per una mappa più aggiornata rispetto a quella del Biffi 1884 v.si Aiello, Bascapè e Rebora 2008, pp. 13-14.

### Bibliografiche
1. ↑  Carceri giudiziarie di Milano, p. 17.
2. 1 2 3  Biffi 1884, p. 121 e s.
3. ↑   Maria Franca Baroni e Roberto Perelli Cippo (a cura di), Gli atti del Comune di Milano nel Secolo XIII, pt.2. 1263-1276, Milano, 1982,  p. 689, 39. Cit. in Biffi 1884, p. 126.
4. ↑  Gazzini 2017, p. 42.
5. ↑  ASMi, Notarile, Giovanni Ciocca, cart. 141, 26 giugno 1455.
6. 1 2  Biffi 1884, p. 9.
7. ↑  Gazzini 2017, p. 44.
8. ↑  Gazzini 2017, p. 45.
9. ↑  Statuto di fonazione della società in ASMi, Reg. Panigarola F, f. 63 - ed. in Biffi 1884, pp. 135-137.
10. ↑  Biffi 1884, p. 121.
11. ↑  Biffi 1884, pp. 149-150.
12. ↑   Marco Bascapè, Per un nuovo approccio alla storia dei luoghi pii milanesi, in Aiello, Bascapè e Rebora 2008, p. 26.
13. ↑  Zacevini 2020.
14. ↑  Biffi 1884, tav. IX.
15. ↑  Gazzini 2017, pp. 46-47.
16. ↑  Gazzini 2017, p. 37.